# Friedensgericht Wörrstadt
Das Friedensgericht Wörrstadt war ein Friedensgericht zunächst in Frankreich, dann in der Provinz Rheinhessen des Großherzogtums Hessen mit Sitz in Wörrstadt.

## Vorgeschichte
Das Gebiet um Wörrstadt gehörte am Ende des Heiligen Römischen Reichs deutscher Nation zum Besitz einer ganzen Reihe von Territorialherrschaften. Verwaltung und Rechtsprechung waren noch nicht getrennt und wurden auf unterer Ebene von Ämtern wahrgenommen. Der Amtmann entschied in Rechtsstreitigkeiten als Einzelrichter.
1792 eroberten Truppen des revolutionären Frankreichs die Rheinlande. Dort entstand die Mainzer Republik. Der französische Nationalkonvent annektierte mit Gesetz vom 30. März 1793 die Mainzer Republik auf deren Antrag. Bedingt durch die Koalitionskriege kam es aber erst 1795 zu einer dauernden Neuordnung des Gebiets – auch auf dem Gebiet der Justiz.

## Gründung
Durch das Gesetz über Verwaltung und Justizorganisation in den vier linksrheinischen Départements vom 5. Dezember 1795 (14 frimaire IV) wurde das französische Gerichtsverfassungsgesetz Loi des 16 et 24 août 1790 sur l'organisation judiciaire auch hier verbindlich. Dieses Gesetz sah die Einrichtung von Friedensgerichten für die streitige Gerichtsbarkeit und von Notariaten für die Freiwillige Gerichtsbarkeit in allen Kantonen vor. Inwieweit das damals schon in die Praxis umgesetzt war, bleibt unklar, da der Erste Koalitionskrieg noch andauerte.
Mit dem Frieden von Campo Formio wurde die Annexion des Rheinlandes im Oktober 1797 auch von deutscher Seite anerkannt. Anschließend errichtete die französische Verwaltung in den annektierten Gebieten ihre Strukturen und richtete auch das „Friedensgericht Wörrstadt“ ein, dessen örtliche Zuständigkeit sich auf den Kanton Wörrstadt erstreckte. Der Gerichtsbezirk blieb auch nach Auflösung des Kantons 1835 als Verwaltungsgebiet bis 1879 unverändert bestehen.
Das Friedensgericht war dem Départementsgericht des Département du Mont-Tonnerre untergeordnet, das seinen Sitz in Mainz hatte. Oberstes Gericht war das Revisionsgericht in Trier.

## Weitere Entwicklung
Nach der Rückeroberung in den Befreiungskriegen wurde die Region von 1814 bis 1816 von der österreichisch-baierischen Gemeinschaftlichen Landes-Administrations-Commission verwaltet. Diese ließ die vorgefundene Justizorganisation bestehen, ergänzte sie aber am 27. Juli 1815 um den Appellationshof in Kreuznach als Obergericht.
Auch das Großherzogtum Hessen, das Rheinhessen im Rahmen eines Gebietstausches 1816 erhielt und als Provinz Rheinhessen konstituierte, übernahm die bestehende Gerichtsverfassung. Allerdings wurde der Appellationshof in Kreuznach aufgelöst und mit einer „Provisorischen Appellations- und Kassationsgerichtsordnung für den großherzoglich hessischen Landesteil auf der linken Rheinseite“ ein Kreisgericht in Mainz geschaffen. Das Friedensgericht Wörrstadt war nun eines von zwölf Friedensgerichten in der Provinz Rheinhessen.
Nach Teilung des Kreisgerichtes Mainz in die Kreisgerichte Mainz und Alzey zum 1. Dezember 1836 gehörte Wörrstadt zum Bezirk des Kreisgerichts Alzey, das am 24. Oktober 1852 in „Bezirksgericht Alzey“ umbenannt wurde.

## Ende
Mit dem Gerichtsverfassungsgesetz von 1877 wurden Organisation und Bezeichnungen der Gerichte reichsweit vereinheitlicht. Zum 1. Oktober 1879 hob das Großherzogtum Hessen deshalb die Friedensgerichte auf. Funktional ersetzt wurden sie durch Amtsgerichte. So ersetzte – bei verändertem Umfang des Gerichtsbezirks – das Amtsgericht Wörrstadt das Friedensgericht Wörrstadt. Das neue Amtsgericht war dem Landgericht Mainz und dem Oberlandesgericht Darmstadt untergeordnet.

## Bezirk
Der Gerichtsbezirk des Friedensgerichts Wörrstadt erstreckte sich (Ortsnamen nach heutiger Schreibung) auf:
| Gemeinde         | Herkunft                                                                                   | Zugang | Abgang | Nach                   |
| ---------------- | ------------------------------------------------------------------------------------------ | ------ | ------ | ---------------------- |
| Armsheim         | Kurpfalz, Oberamt Alzey                                                                    | 1798   | 1879   | Amtsgericht Wörrstadt  |
| Bechtolsheim     | Ritterschaftliche Ganerbschaft                                                             | 1798   | 1879   | Amtsgericht Alzey      |
| Biebelnheim      | Kurpfalz, Oberamt Alzey                                                                    | 1798   | 1879   | Amtsgericht Alzey      |
| Eichloch         | Wild- und Rheingrafen von Grumbach                                                         | 1798   | 1879   | Amtsgericht Wörrstadt  |
| Ensheim          | Kurpfalz, Oberamt Stromberg                                                                | 1798   | 1879   | Amtsgericht Wörrstadt  |
| Friesenheim      | Freiherren von Dienheim                                                                    | 1798   | 1879   | Amtsgericht Oppenheim  |
| Gabsheim         | Freiherr von Dalberg                                                                       | 1798   | 1879   | Amtsgericht Wörrstadt  |
| Gau-Bickelheim   | Kurmainz                                                                                   | 1798   | 1879   | Amtsgericht Wöllstein  |
| Hillesheim       | Grafschaft Falkenstein (Habsburg-Lothringen) und von Riaucour: Kondominium (je zur Hälfte) | 1798   | 1879   | Amtsgericht Oppenheim  |
| Nieder-Saulheim  | Ritterschaftliche Ganerbschaft                                                             | 1798   | 1879   | Amtsgericht Nieder-Olm |
| Nieder-Weinheim  | Kurpfalz, Oberamt Alzey                                                                    | 1798   | 1879   | Amtsgericht Wörrstadt  |
| Ober-Hilbersheim | Kurpfalz, Oberamt Kreuznach                                                                | 1798   | 1879   | Amtsgericht Wörrstadt  |
| Obersaulheim     | Wild- und Rheingrafen von Grumbach                                                         | 1798   | 1879   | Amtsgericht Wörrstadt  |
| Partenheim       | Freiherren von Wallbrunn und Wambold, Kondominium                                          | 1798   | 1879   | Amtsgericht Wörrstadt  |
| Schimsheim       | Kurpfalz, Oberamt Alzey                                                                    | 1798   | 1879   | Amtsgericht Wörrstadt  |
| Schornsheim      | Ritterschaftliche Ganerbschaft                                                             | 1798   | 1879   | Amtsgericht Wörrstadt  |
| Spiesheim        | Kurpfalz, Oberamt Alzey                                                                    | 1798   | 1879   | Amtsgericht Wörrstadt  |
| Sulzheim         | Kurmainz                                                                                   | 1798   | 1879   | Amtsgericht Wörrstadt  |
| Udenheim         | Ritter von Köth zu Wanscheid                                                               | 1798   | 1879   | Amtsgericht Nieder-Olm |
| Undenheim        | Kurpfalz, Oberamt Alzey                                                                    | 1798   | 1879   | Amtsgericht Wörrstadt  |
| Vendersheim      | Freiherr von Eltz-Kempenich                                                                | 1798   | 1879   | Amtsgericht Wörrstadt  |
| Wallertheim      | Graf von Leiningen-Guntersblum                                                             | 1798   | 1879   | Amtsgericht Wörrstadt  |
| Wolfsheim        | Kurpfalz, Oberamt Alzey                                                                    | 1798   | 1879   | Amtsgericht Wörrstadt  |
| Wörrstadt        | Wild- und Rheingrafen von Grumbach                                                         | 1798   | 1879   | Amtsgericht Wörrstadt  |